# Five Nights at Freddy's: Security Breach
Five Nights at Freddy's: Security Breach é um jogo eletrônico de terror e sobrevivência lançado em 16 de dezembro de 2021. Desenvolvido pela Steel Wool Studios e publicado por ScottGames, é o nono título principal da série Five Nights at Freddy's e o décimo primeiro no total. O jogo está disponível para PlayStation 4, PlayStation 5, Windows, Xbox One, Xbox Series X/S e Nintendo Switch.
Diferentemente dos jogos anteriores da franquia, Security Breach apresenta uma jogabilidade em mundo aberto, permitindo que os jogadores explorem livremente o "Mega Pizzaplex Freddy Fazbear", um vasto complexo de entretenimento. O jogador assume o papel de Gregory, um menino preso no local durante a noite, que deve evitar animatrônicos hostis e a segurança enquanto busca sobreviver até as 6h da manhã. Notavelmente, o personagem Freddy Fazbear, tradicionalmente um antagonista, atua como aliado de Gregory, oferecendo assistência e abrigo.
O jogo introduz novos personagens, como os animatrônicos Glamrock Chica, Montgomery Gator e Roxanne Wolf, além da guarda de segurança Vanessa e a enigmática Vanny. A narrativa se desenrola com Gregory tentando escapar do Pizzaplex, enfrentando ameaças e descobrindo segredos ocultos no complexo.
Five Nights at Freddy's: Security Breach recebeu críticas mistas, sendo elogiado por sua atmosfera e design visual, mas também criticado por problemas técnicos e de jogabilidade.

## Jogabilidade
Five Nights at Freddy’s: Security Breach apresenta uma jogabilidade inovadora dentro da franquia, adotando uma abordagem de mundo aberto e explorando elementos de aventura em primeira pessoa. O jogador assume o papel de Gregory, um garoto preso durante a noite no vasto e complexo Mega Pizzaplex Freddy Fazbear, e deve utilizar estratégias de furtividade, exploração e gerenciamento de recursos para sobreviver até o amanhecer.

### Estrutura de Mundo Aberto
Diferente dos títulos anteriores da série, que se concentravam em ambientes confinados, Security Breach permite que os jogadores explorem livremente o Mega Pizzaplex, um centro de entretenimento com diversas atrações temáticas, como Monty Golf, Roxy Raceway e Bonnie Bowl. Essa liberdade de movimento introduz uma dinâmica de exploração não linear, onde os jogadores podem descobrir segredos, coletar itens e acessar áreas restritas conforme progridem no jogo.

### Mecânicas de Furtividade e Sobrevivência
A jogabilidade enfatiza a furtividade, exigindo que os jogadores evitem a detecção por animatrônicos hostis como Glamrock Chica, Montgomery Gator e Roxanne Wolf, além dos robôs de segurança S.T.A.F.F. . Para isso, é possível utilizar esconderijos, como armários e carrinhos, e criar distrações derrubando objetos. Caso sejam detectados, os jogadores podem correr para escapar, mas devem gerenciar sua barra de resistência, que limita o tempo de corrida.

### Ferramentas e Recursos
Gregory conta com o Fazwatch, um dispositivo que permite acessar câmeras de segurança, mapas e inventário, auxiliando na navegação e planejamento de rotas . Além disso, o jogador pode utilizar armas não letais, como a Faz Cam, que atordoa inimigos em uma área, e o Fazerblaster, que requer precisão para neutralizar ameaças.

### Interações com Freddy Fazbear
Uma novidade significativa é a possibilidade de interagir com Glamrock Freddy, que atua como aliado de Gregory. O jogador pode se esconder dentro de Freddy para evitar detecção e acessar áreas restritas. No entanto, o uso de Freddy é limitado por sua carga de energia, necessitando recargas em estações específicas espalhadas pelo mapa.

### Elementos Adicionais
O jogo também inclui minijogos, como o "Princess Quest", e múltiplos finais baseados nas escolhas do jogador, incentivando múltiplas jogadas para explorar diferentes desfechos.

## Enredo
Five Nights at Freddy's: Security Breach se passa no Mega Pizzaplex Freddy Fazbear, um enorme centro de entretenimento com temática animatrônica que opera 24 horas. O jogador controla Gregory, um garoto que fica preso no local durante a noite, sem conseguir sair sozinho. Seu objetivo é sobreviver até o amanhecer evitando animatrônicos hostis, enquanto desvenda os mistérios do Pizzaplex.
Gregory encontra uma aliança inesperada em Glamrock Freddy, um animatrônico que, diferentemente dos outros, protege o garoto e o ajuda a navegar pelo complexo. Juntos, eles tentam escapar da ameaça constante dos animatrônicos Glamrock Chica, Montgomery Gator, Roxanne Wolf e da segurança do local, personificada pela misteriosa Vanessa, que também está ligada a uma entidade chamada Vanny.
Ao longo da história, Gregory descobre segredos obscuros sobre o Pizzaplex, incluindo a manipulação da mente por meio de Vanny, que serve uma força maligna com intenções desconhecidas. A narrativa se aprofunda em temas de controle, identidade e sobrevivência, com múltiplos finais possíveis que dependem das escolhas feitas pelo jogador.
O enredo mistura elementos de suspense e terror psicológico com uma atmosfera de mistério, onde o jogador deve juntar pistas e evitar perigos para desvendar a verdade por trás do Mega Pizzaplex Freddy  Fazbear e garantir a segurança de Gregory.

## Desenvolvimento
Five Nights at Freddy’s: Security Breach foi desenvolvido pela Steel Wool Studios em colaboração com Scott Cawthon, criador da franquia. O jogo foi anunciado oficialmente em 16 de setembro de 2020 durante o evento PlayStation 5 Showcase, com a promessa de uma experiência em mundo aberto e gráficos aprimorados para a nova geração de consoles.

### Desenvolvimento e Desafios
Inicialmente planejado para lançamento em 2020, Security Breach enfrentou múltiplos adiamentos. Em novembro de 2020, Cawthon anunciou que, devido à pandemia de COVID-19 e à expansão do escopo do jogo, o lançamento seria adiado para o início de 2021. Posteriormente, em abril de 2021, foi informado que o jogo seria novamente adiado para o final do mesmo ano, com o objetivo de aprimorar a qualidade e adicionar mais conteúdo. Como forma de compensação aos fãs, Cawthon lançou um jogo spin-off gratuito chamado Security Breach: Fury’s Rage.
Durante o desenvolvimento, a equipe da Steel Wool Studios era composta por cerca de 12 membros. A criação do vasto ambiente do Freddy Fazbear’s Mega Pizzaplex representou um desafio significativo para a equipe reduzida, exigindo esforços consideráveis para otimizar o desempenho e garantir uma experiência imersiva.

### Lançamento e Pós-Lançamento
Security Breach foi lançado digitalmente em 16 de dezembro de 2021 para PlayStation 4, PlayStation 5 e Windows. Posteriormente, o jogo foi disponibilizado para Xbox One, Xbox Series X/S e Nintendo Switch. Apesar da expectativa, o lançamento foi marcado por críticas relacionadas a bugs e problemas técnicos, levando a Steel Wool Studios a lançar atualizações subsequentes para corrigir os problemas e melhorar a experiência do jogador.

### Controvérsias e Mudanças na Equipe
Em junho de 2021, Scott Cawthon enfrentou controvérsias após a divulgação de doações políticas a candidatos conservadores, o que gerou debates na comunidade. Como resultado, Cawthon anunciou sua aposentadoria do desenvolvimento de jogos, passando a responsabilidade da franquia para outras mãos, enquanto a Steel Wool Studios continuou liderando o desenvolvimento de Security Breach.

## Lançamento
Five Nights at Freddy’s: Security Breach foi lançado em 16 de dezembro de 2021 para PlayStation 4, PlayStation 5 e PC (via Steam e Epic Games Store). O lançamento foi global e digital, com suporte para múltiplos idiomas, incluindo inglês, espanhol, francês, alemão, japonês e português do Brasil. A versão de PlayStation contou com exclusividade temporária de três meses. Em Portugal, as versões físicas para a PlayStation 4 e PlayStation 5 foram distribuídas pela Upload Distribution em 2022.
| Plataforma                    | Data de lançamento     | Observações                                               |
| ----------------------------- | ---------------------- | --------------------------------------------------------- |
| PlayStation 4 / PlayStation 5 | 16 de dezembro de 2021 | Lançamento inicial, com exclusividade temporária          |
| PC (Steam / Epic Games)       | 16 de dezembro de 2021 | Lançamento simultâneo com consoles PlayStation            |
| Xbox One / Xbox Series X e S  | 22 de novembro de 2022 | Fim da exclusividade; lançamento digital                  |
| Nintendo Switch               | 19 de abril de 2023    | Versão adaptada com otimizações gráficas e de performance |

### Trailers e eventos de divulgação
O jogo foi oficialmente revelado durante o PlayStation 5 Showcase, realizado em 16 de setembro de 2020, com um trailer cinemático que destacou os novos gráficos, a ambientação em 3D e o tom sombrio característico da franquia. O vídeo trouxe uma amostra do Mega Pizzaplex Freddy Fazbear e gerou grande repercussão entre fãs e mídia especializada.
| Trailer                             | Data de lançamento      |
| ----------------------------------- | ----------------------- |
| Reveal Trailer (PS5 Showcase)       | 16 de setembro de 2020  |
| Gameplay Trailer 1                  | 25 de fevereiro de 2021 |
| Gameplay Trailer 2 / Launch Trailer | 15 de dezembro de 2021  |
| Security Breach: RUIN DLC Trailer   | 13 de julho de 2023     |

Além dos trailers, Security Breach teve destaque em transmissões como o Summer Game Fest e o State of Play da Sony, gerando expectativa por trazer a franquia FNaF pela primeira vez com foco em exploração livre, mapa aberto e narrativa em tempo real.

## Conteúdo adicional

### Five Nights at Freddy's: Security Breach – RUIN (DLC)
Five Nights at Freddy’s: Security Breach – RUIN é uma expansão gratuita para o jogo Security Breach, lançada em 25 de julho de 2023 pela Steel Wool Studios. A DLC introduz uma nova história sombria que se passa após os eventos do jogo principal, aprofundando a mitologia da franquia e oferecendo uma experiência mais focada no terror e na tensão.

### Enredo e Ambientação
Em RUIN, os jogadores controlam Cassie, que está a procura de seu amigo Gregory, que está preso dentro do Mega Pizzaplex. A narrativa da DLC é mais linear e concentra-se em uma atmosfera mais opressiva, diferente do tom mais exploratório do jogo base. O objetivo é encontrar Gregory, enquando enfrenta os animatrônicos e desafios.

### Jogabilidade
A DLC mantém a jogabilidade em primeira pessoa, mas enfatiza furtividade, sobrevivência e gerenciamento de recursos em um ambiente mais claustrofóbico. Os animatrônicos possuem padrões de caça mais agressivos, aumentando a tensão e a dificuldade. Além disso, RUIN traz novos desafios e quebra-cabeças que ampliam a experiência do jogo original.

### Recepção
A recepção crítica foi geralmente positiva, destacando o tom mais sombrio e a atmosfera de horror que retornam às raízes da série. Muitos críticos elogiaram a melhoria na estabilidade e nos controles em relação ao jogo base, bem como a narrativa mais focada. No entanto, alguns comentaram que a duração da DLC é relativamente curta.

### Impacto
RUIN consolidou o compromisso da Steel Wool Studios em expandir a história da franquia e manter a comunidade engajada, ajudando a revitalizar o interesse em Security Breach após seu lançamento inicial, que recebeu críticas mistas. A DLC também serviu como um ponto de referência para futuros conteúdos adicionais planejados para a série.

## Recepção

### Windows
Five Nights at Freddy’s: Security Breach recebeu avaliações mistas da crítica especializada no lançamento, com elogios à mudança de estilo e ambientação, mas também críticas significativas relacionadas ao desempenho técnico e à estabilidade geral do jogo. A versão para PC obteve uma pontuação média de 64/100 no agregador Metacritic, indicando "críticas mistas ou medianas". No OpenCritic, o título registrou uma média de 72/100, com apenas 55% dos críticos recomendando o jogo.
Diversas publicações apontaram aspectos positivos relacionados à atmosfera, ao design artístico e à tentativa de expandir a fórmula tradicional da franquia com um ambiente mais aberto e interativo. O site KeenGamer avaliou o jogo com 8 de 10, elogiando a ambientação, os visuais e a nova direção de jogabilidade. GamingTrend atribuiu uma nota de 7 de 10, destacando a narrativa envolvente e a criatividade nos cenários, embora tenha mencionado problemas técnicos como fator limitante da experiência.
Em contrapartida, outros veículos foram mais críticos. SECTOR.sk avaliou o jogo com 6,5 de 10, observando que, apesar de algumas ideias interessantes, o jogo sofre com falhas de otimização. Jeuxvideo.com deu nota 11 de 20 (equivalente a 5,5 de 10), apontando bugs recorrentes e um design de níveis inconsistente. A revista alemã PC Games foi ainda mais negativa, com uma avaliação de 5 de 10, criticando a inteligência artificial dos inimigos e o excesso de falhas técnicas.

### Nintendo Switch
A versão de Five Nights at Freddy’s: Security Breach para Nintendo Switch recebeu avaliações mistas a positivas por parte da crítica especializada. O site Pocket Tactics concedeu nota 8 de 10, elogiando a ambientação e o estilo visual do jogo, além de destacar a adaptação bem-sucedida da experiência central da franquia para o hardware do console portátil. Em contraste, o portal espanhol Nintendúo atribuiu uma nota de 7,2 de 10, mencionando diversos problemas técnicos que afetam a jogabilidade, como quedas de desempenho e gráficos comprometidos. Apesar das críticas, a publicação considerou que o título mantém sua proposta original e pode agradar aos fãs da série.

### PlayStation 5
A versão de Five Nights at Freddy’s: Security Breach para PlayStation 5 recebeu avaliações variadas. O site COGconnected atribuiu ao jogo a nota de 7,3 de 10, destacando a direção artística e a ambientação como pontos fortes da experiência, embora tenha apontado problemas técnicos e momentos de jogabilidade inconsistente. Já o portal francês Jeuxvideo.com avaliou o título com 5,5 de 10, citando falhas técnicas, inteligência artificial irregular e limitações no design como fatores que comprometeram a experiência geral.

## Legado
Five Nights at Freddy’s: Security Breach deixou um impacto considerável na franquia FNaF e na comunidade gamer, especialmente por ser o título mais ambicioso e visualmente avançado da série até hoje. Lançado originalmente em 2021, o jogo marcou uma mudança significativa no estilo da franquia ao introduzir ambientes 3D abertos, exploração livre e uma narrativa interativa mais dinâmica.

### Comunidade e mods
A comunidade em torno de Security Breach permaneceu bastante ativa desde o lançamento. Modders criaram conteúdos diversos, desde melhorias gráficas e correções de bugs até modificações criativas, como trocas de personagens, recriações com gráficos retrô e alterações no comportamento da IA dos animatrônicos. Plataformas como o GameBanana e o Nexus Mods registram dezenas de mods populares, o que mantém o jogo vivo entre os fãs mesmo anos após o lançamento.
Além disso, Security Breach ganhou popularidade no YouTube e no TikTok com vídeos de jogabilidade, desafios feitos por fãs e teorias envolvendo a narrativa do jogo. Criadores como Markiplier, 8-BitRyan e Dawko ajudaram a manter o jogo em evidência na comunidade.

### Influência e popularidade
O título também influenciou outros jogos indie de horror a adotarem estilos mais abertos e centrados em IA adaptativa. Seu sucesso inspirou títulos como My Friendly Neighborhood e The Joy of Creation: Ignited Collection a seguirem caminhos semelhantes em termos de design e ambientação. A abordagem mais cinematográfica do jogo, com gráficos avançados e foco narrativo, elevou as expectativas para futuros lançamentos da franquia e influenciou o desenvolvimento do DLC Ruin.

### Relançamentos e adaptações
Desde seu lançamento original para PlayStation e PC em dezembro de 2021, Security Breach foi posteriormente lançado para Xbox One e Series X|S em novembro de 2022, e para o Nintendo Switch em abril de 2023. A versão de Switch recebeu ajustes gráficos e de desempenho, permitindo que o título alcançasse um público mais amplo, apesar das limitações técnicas da plataforma.